# الملحة (إب)

تعديل مصدري - تعديل

الملحة محلة تابعة لقرية خرائب نصر، التابعة لعزلة شعب يافع بمديرية إب إحدى مديريات محافظة إب في الجمهورية اليمنية.، بلغ تعداد سكانها 131 حسب تعداد اليمن لعام 2004.